# Chamoux (Yonne)
Chamoux település Franciaországban, Yonne megyében. Lakosainak száma 95 fő (2022. január 1.). Chamoux Asnières-sous-Bois, Brèves, La Maison-Dieu és Vézelay községekkel határos.

## Népesség
A település népességének változása:
| Lakosok száma | 93   | 97   | 99   | 101  | 102  | 103  | 101  | 98   | 95   |
|               | 2013 | 2015 | 2016 | 2017 | 2018 | 2019 | 2020 | 2021 | 2022 |